# Biserica de lemn din Beznea

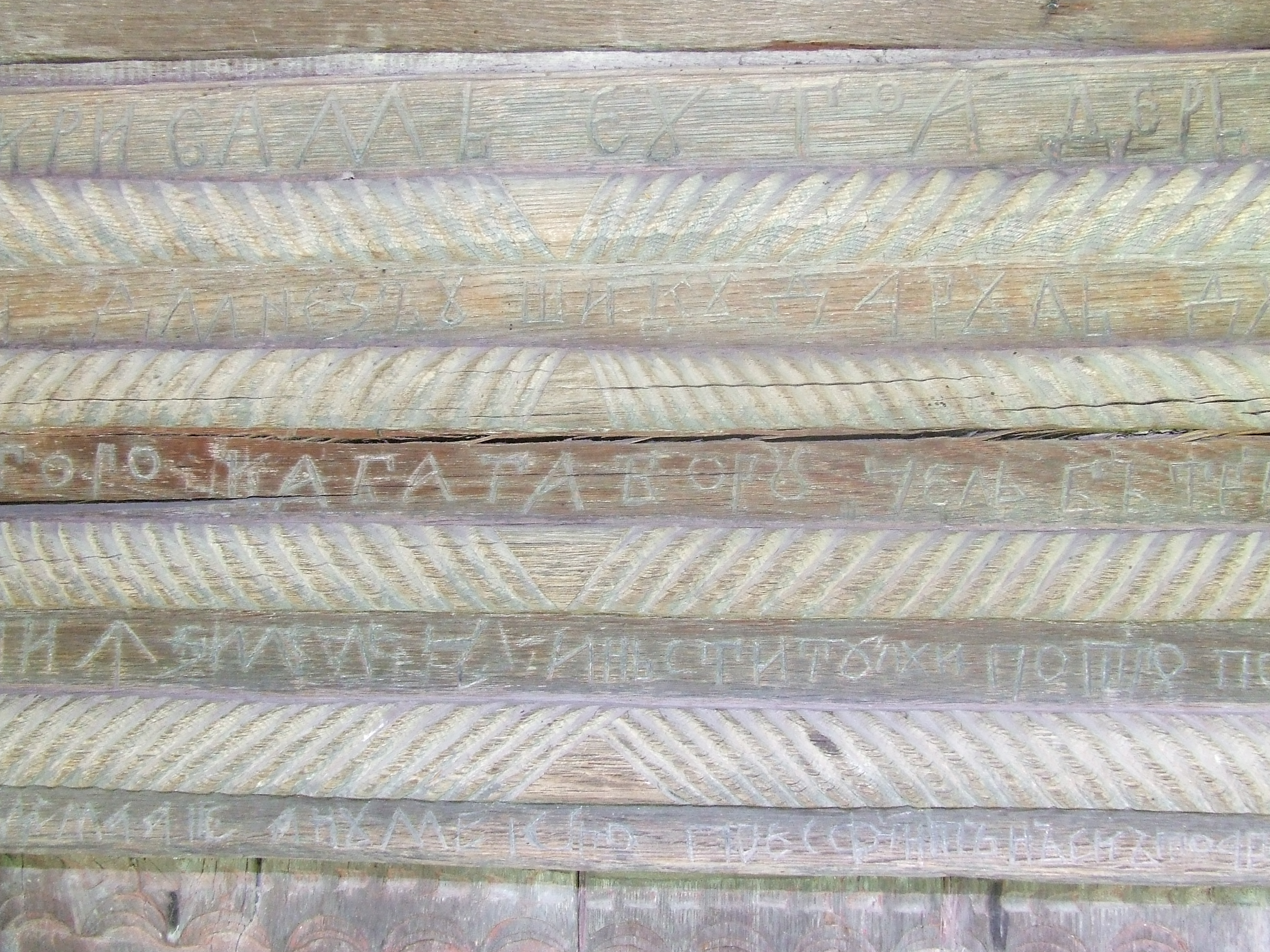
Fragment din inscripția de pe portalul bisericii din Delureni, 2008

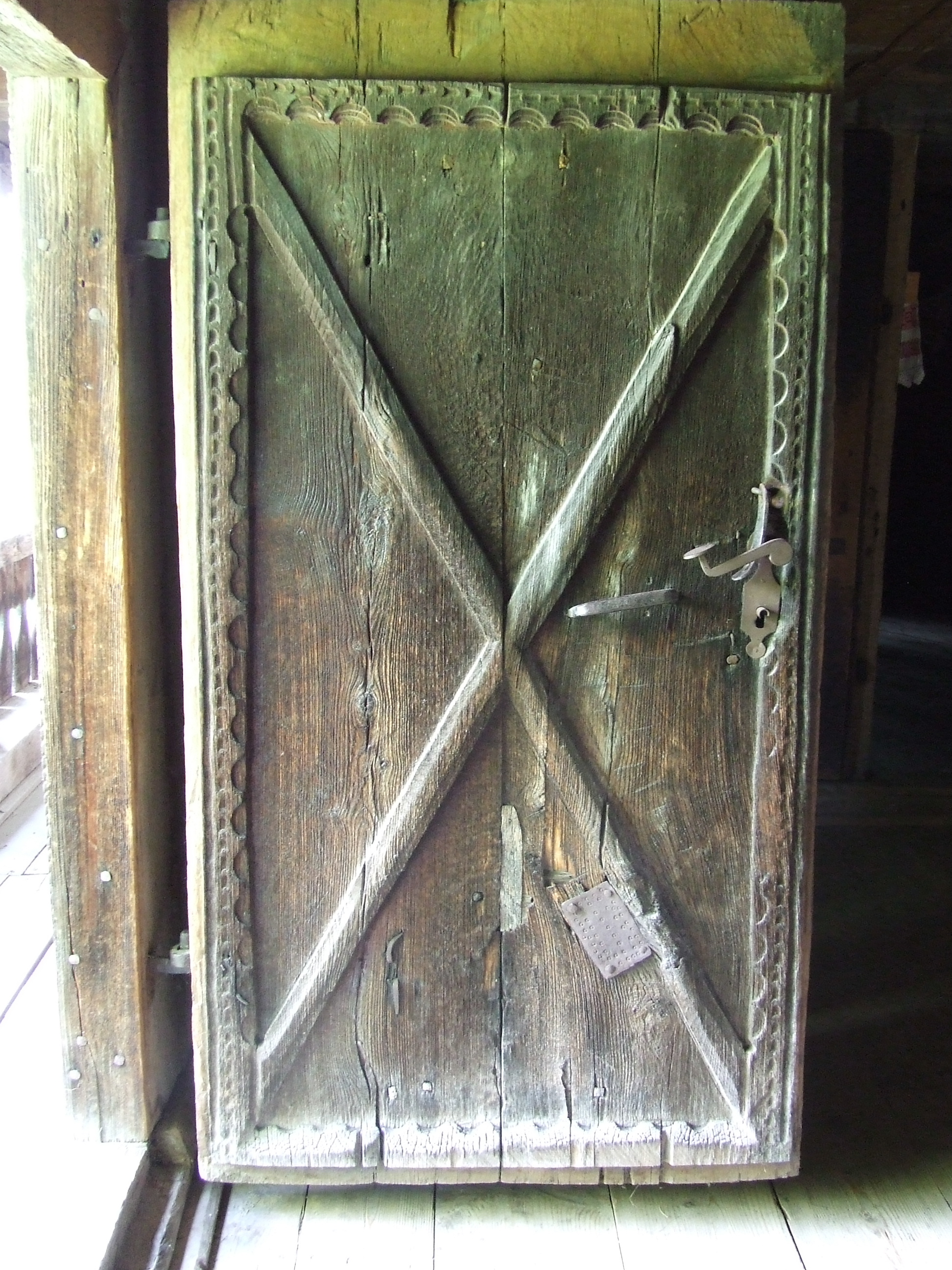
Ușa bisericii din Delureni, 2008

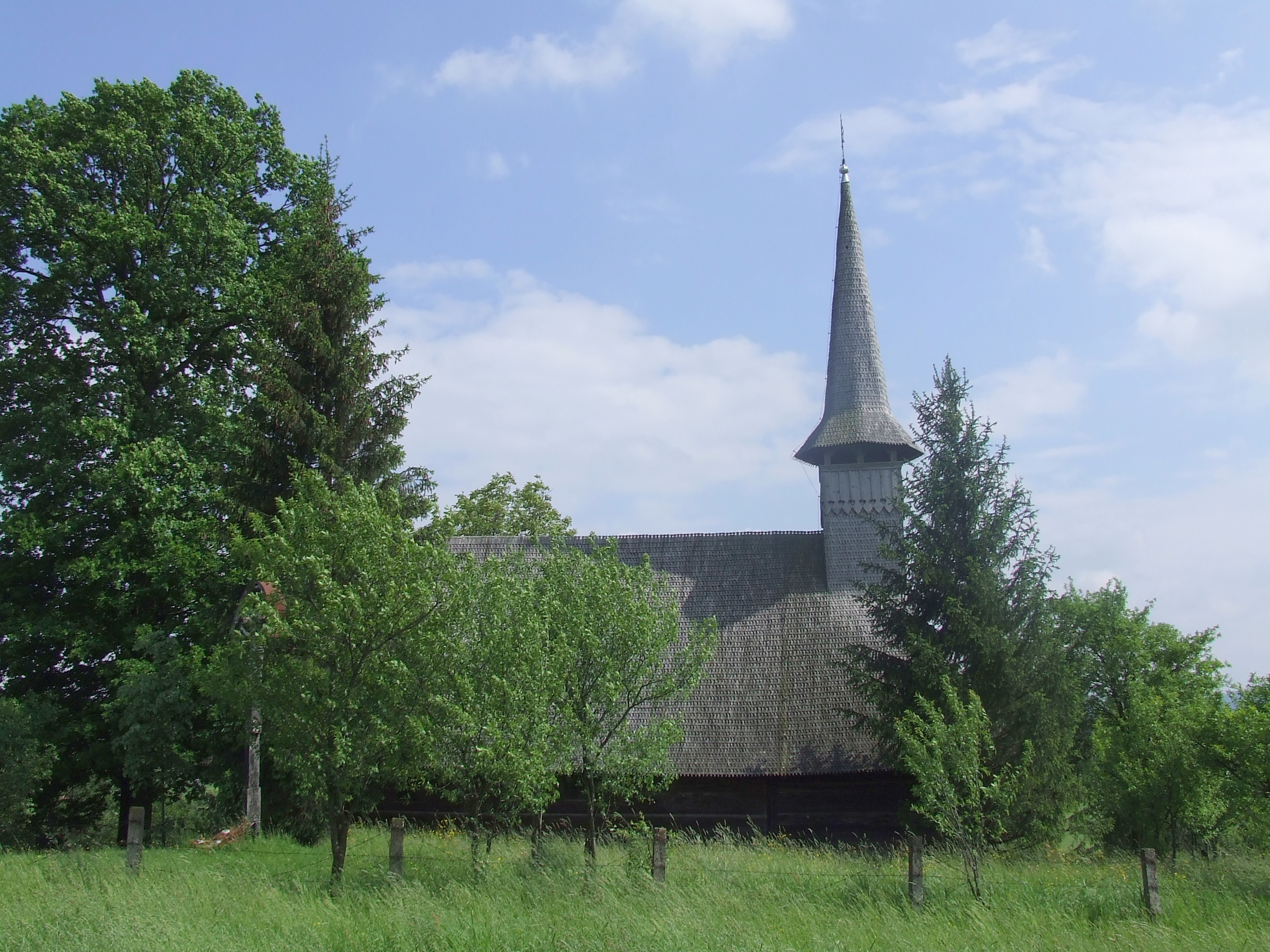
Biserica din Delureni. Imagine de ansamblu, 2008

Biserica de lemn din Beznea se află în localitatea Beznea (fostă Delureni) din comuna Bratca, județul Bihor. Are hramul „Botezul Domnului” și este datată din anul 1723. Biserica se află pe noua listă a monumentelor istorice sub codul LMI:  BH-II-m-B-01141.

## Istoric
Inscripția de pe portalul de intrare însemnează următoarele informații importante de la începuturile bisericii: „+ Văleatu 1723 scrisam eu Toader Diac s...eata ț... din mila lui D[u]mnezău și cu darul Duh[u]lui Sf[â]ntu + Întăe chitor Caba Gaboru cel bătrănu în zilele lui și arăși în zilele cinstitului potropopului din din Orade Mare anume C... Pre Sfentă Născătoare de Dumnez[ă]u măntuiaștene pre noi".

## Imagini

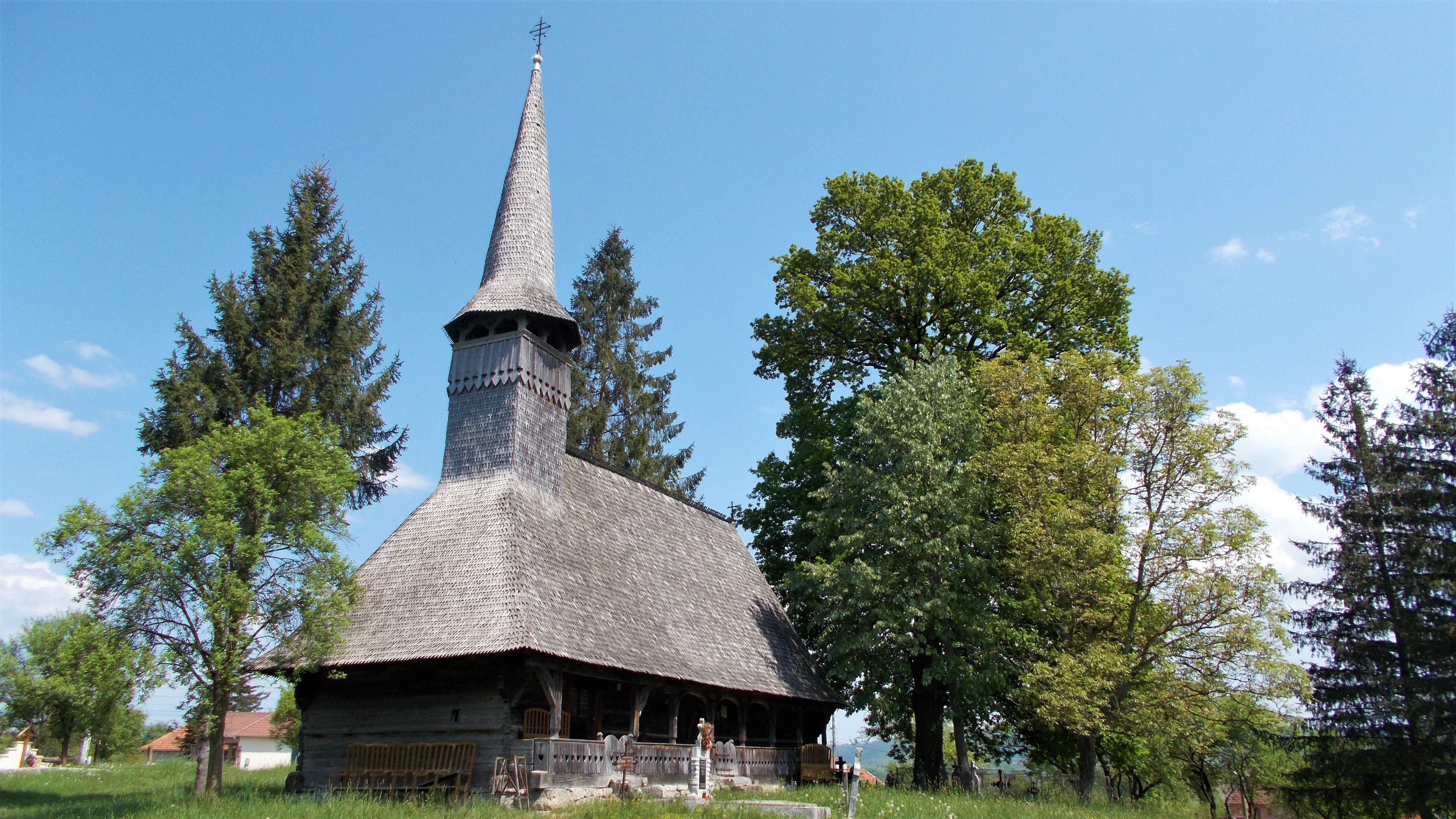
Imagine de ansamblu
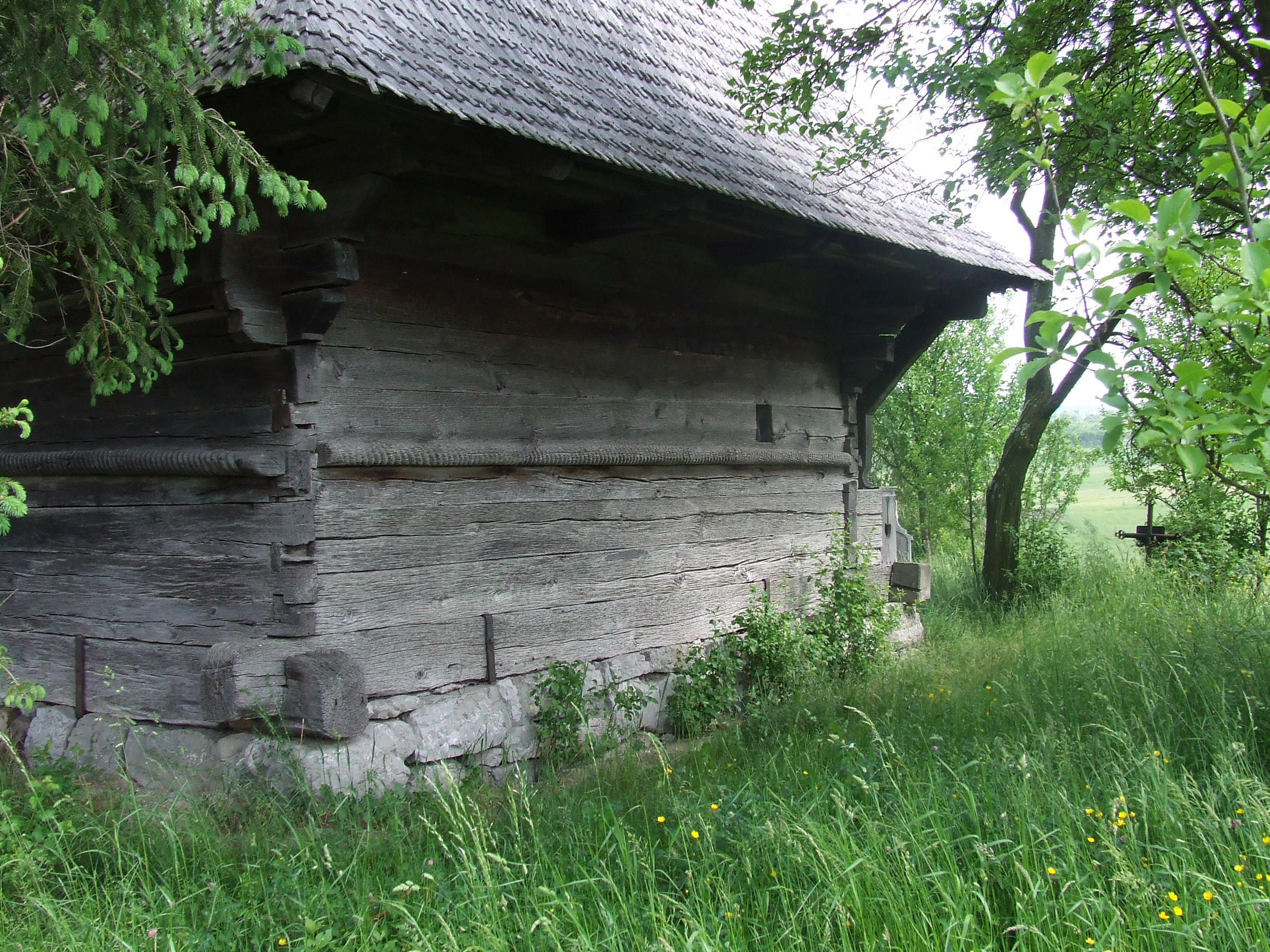
Latura de vest a bisericii
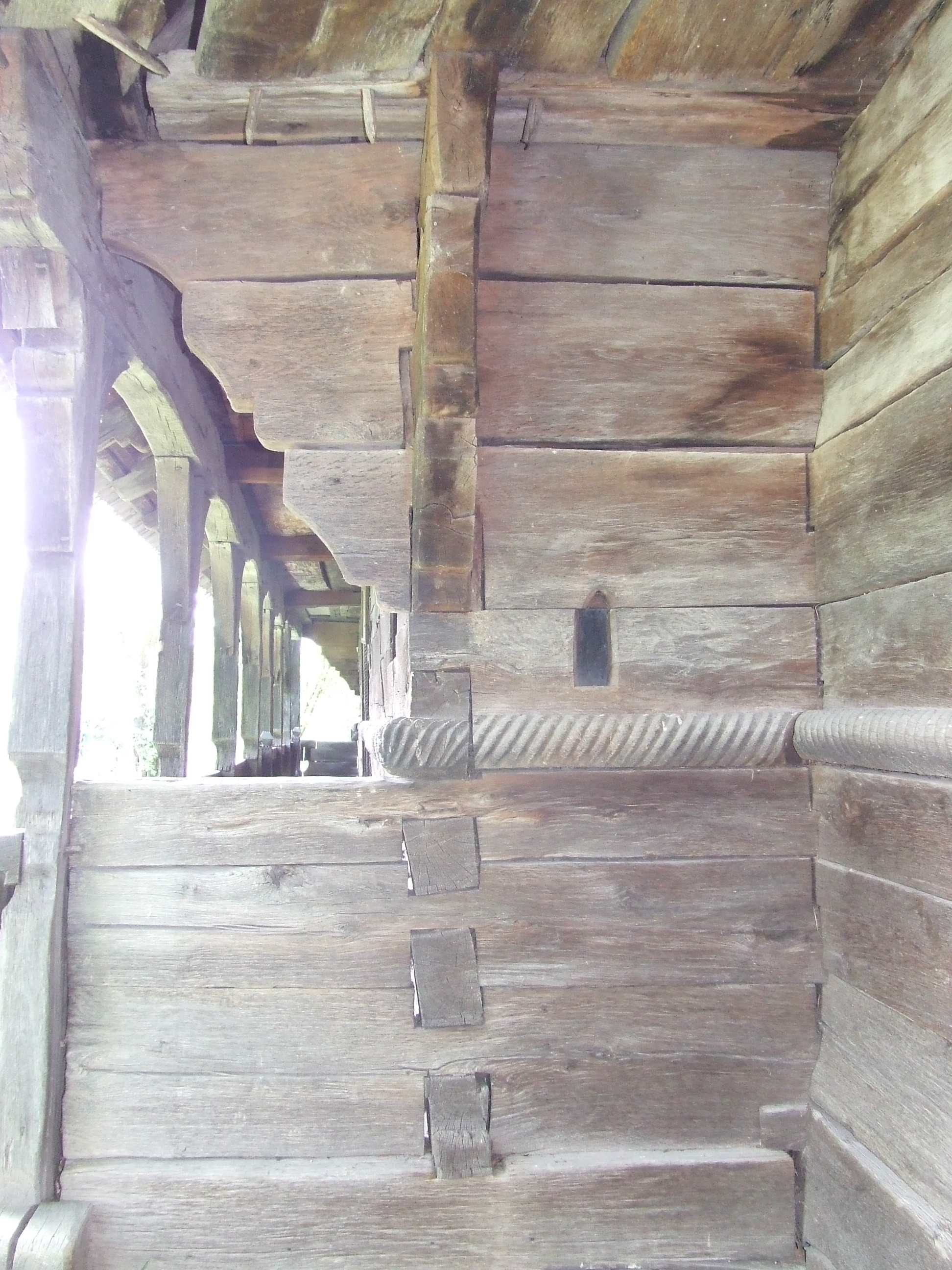
Luminator
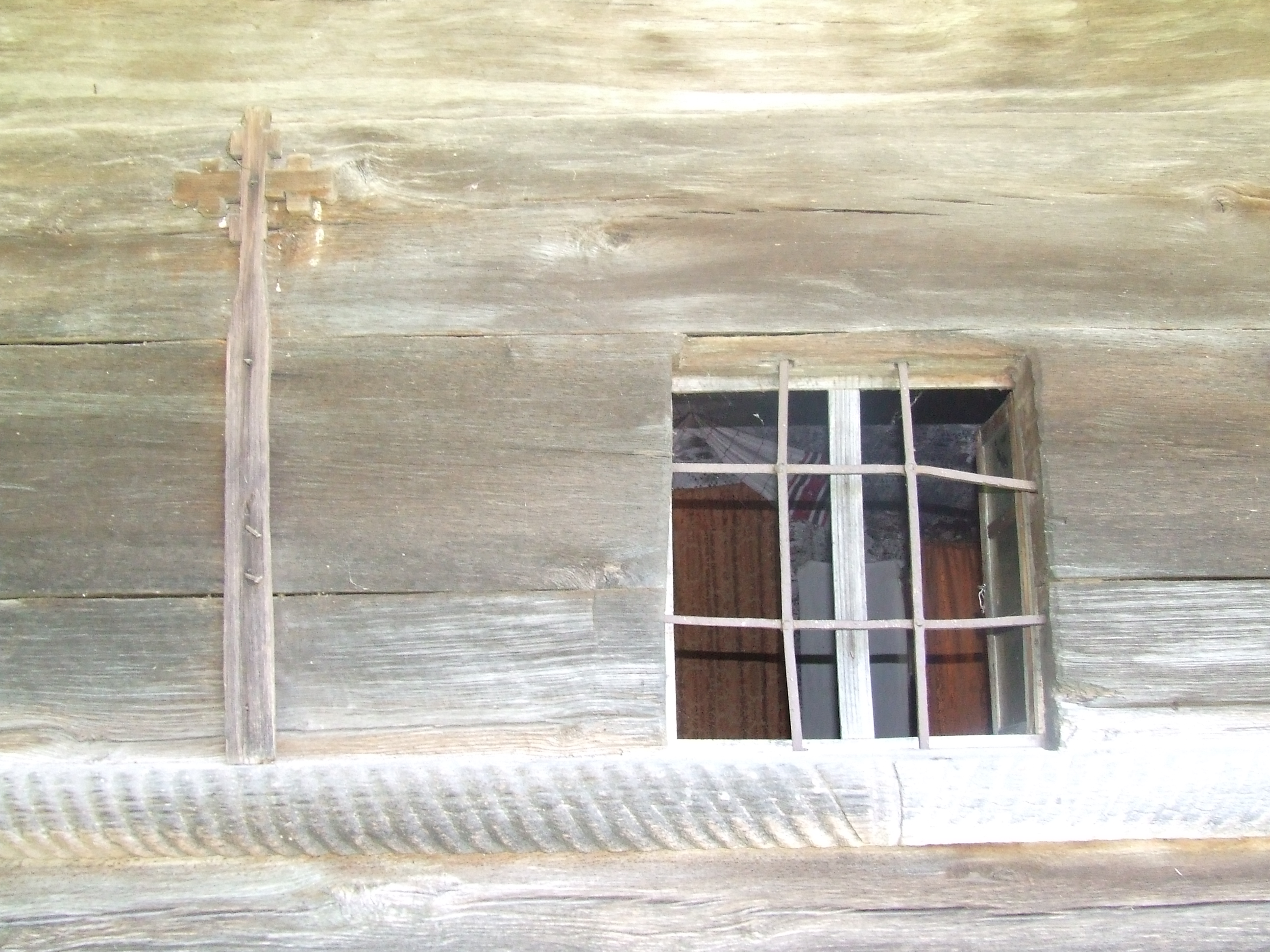
Fereastră
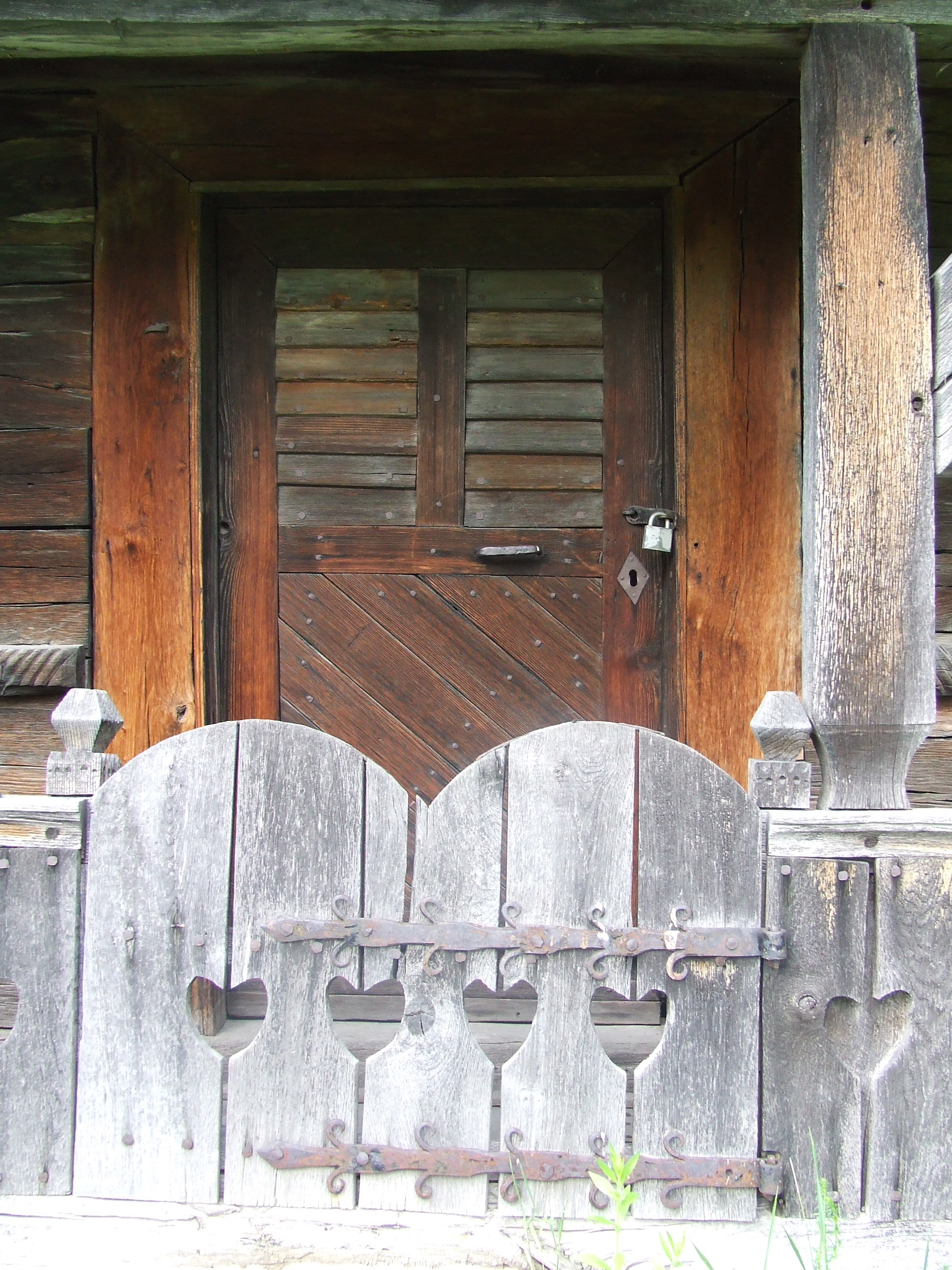
Intrarea în biserică prin pronaos
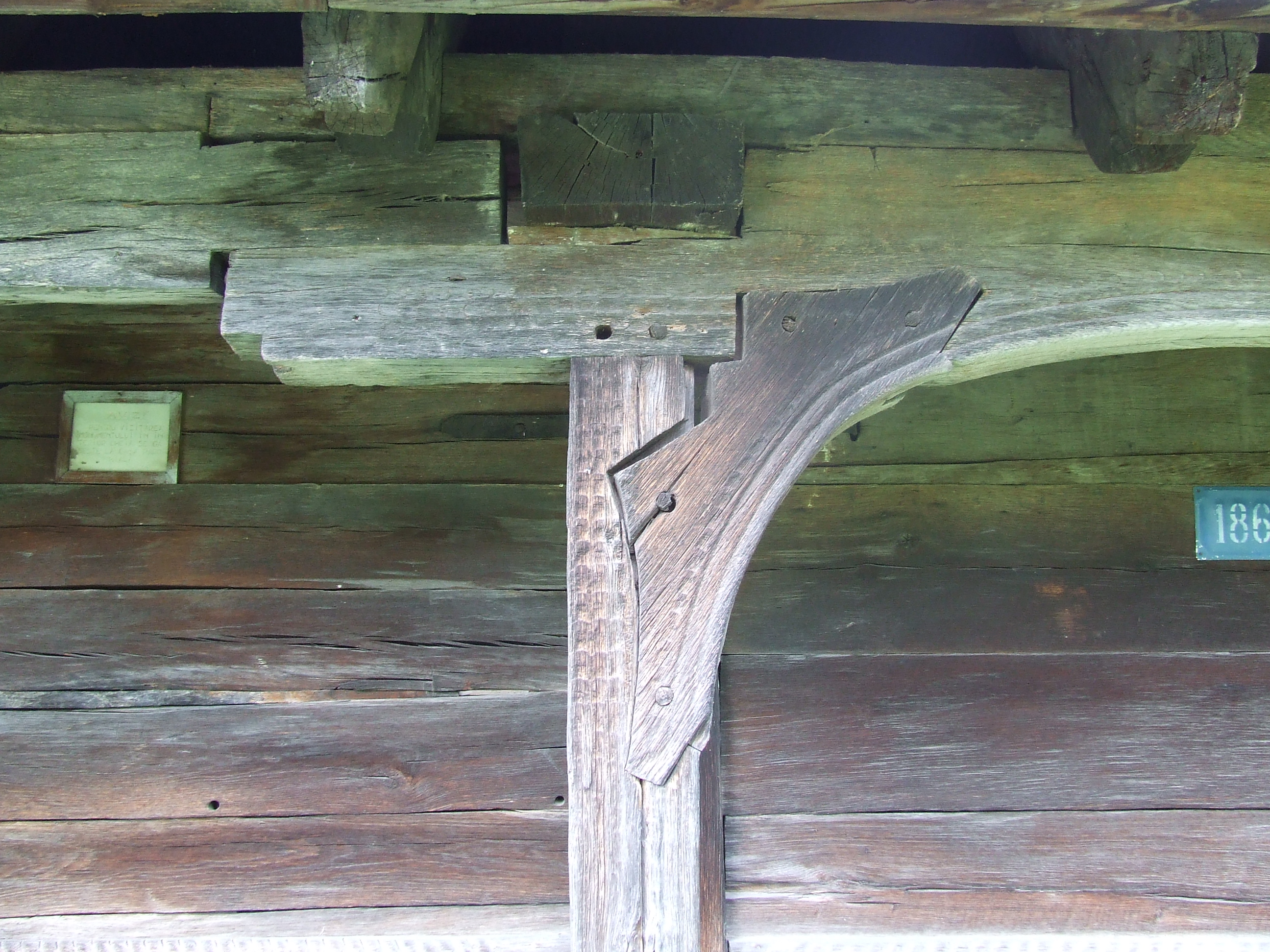
Fragment din bârna prispei
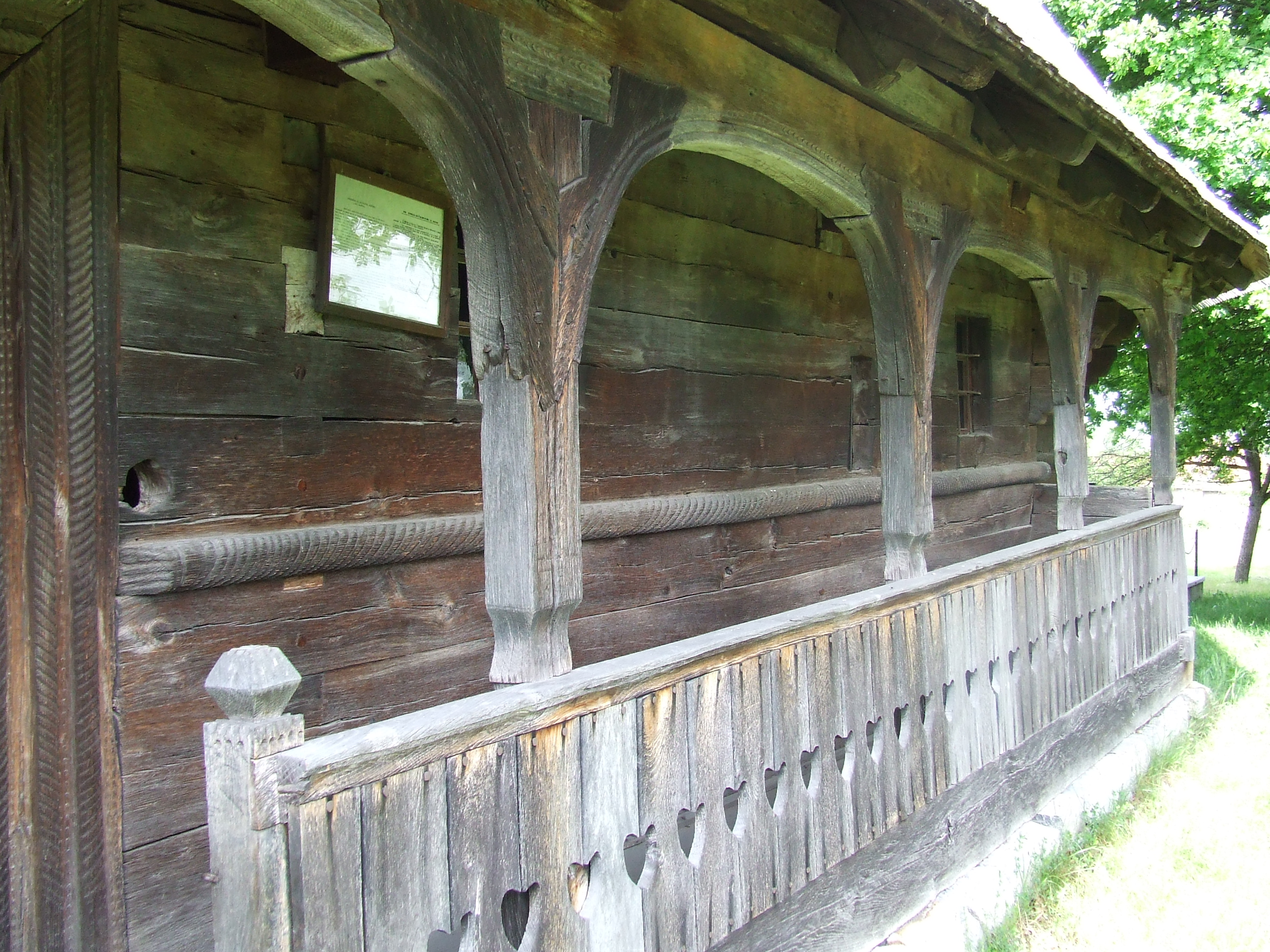
Prispa
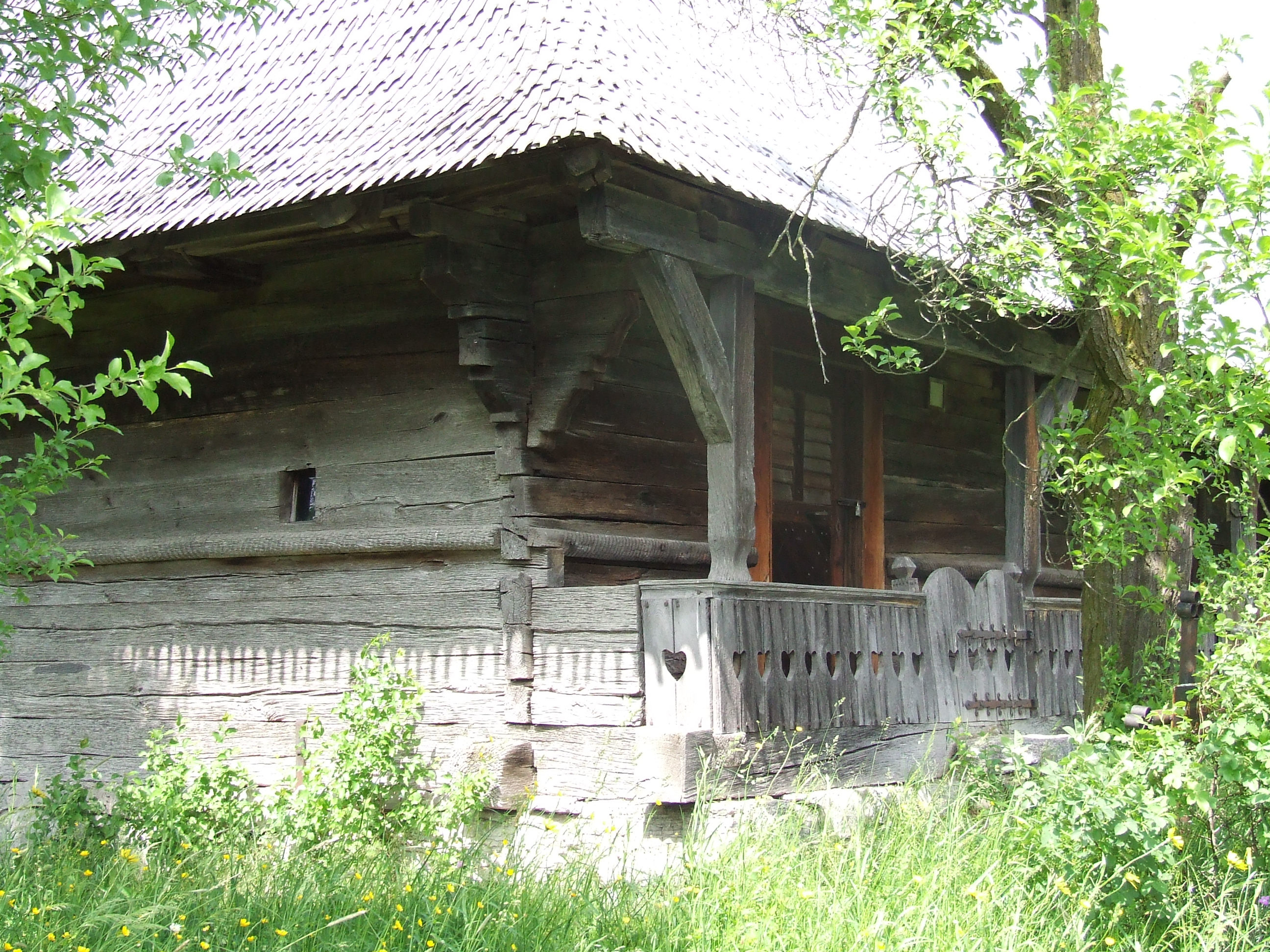
Detaliu
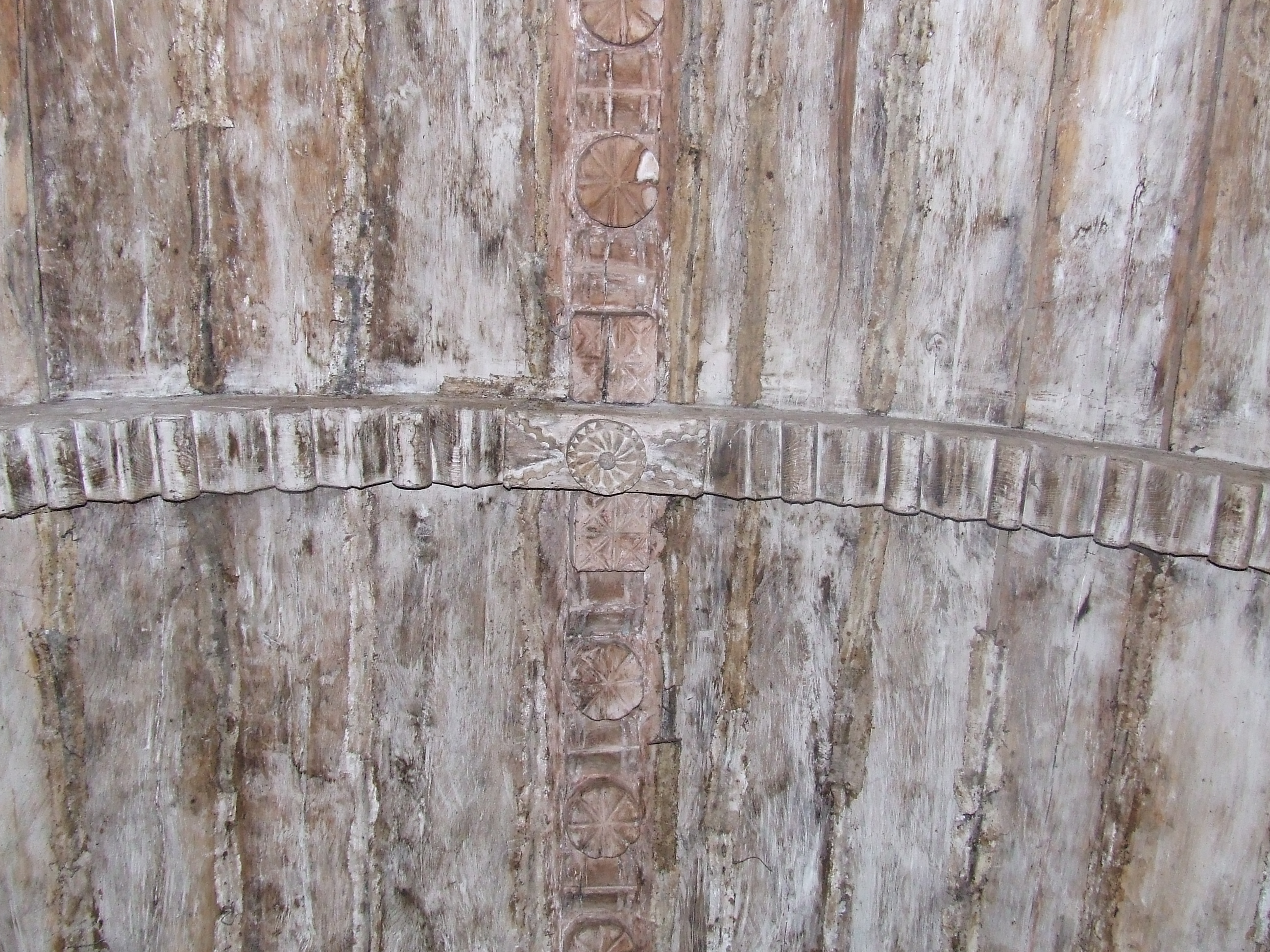
Intersecția dintre arc-dublou și meșter-grindă
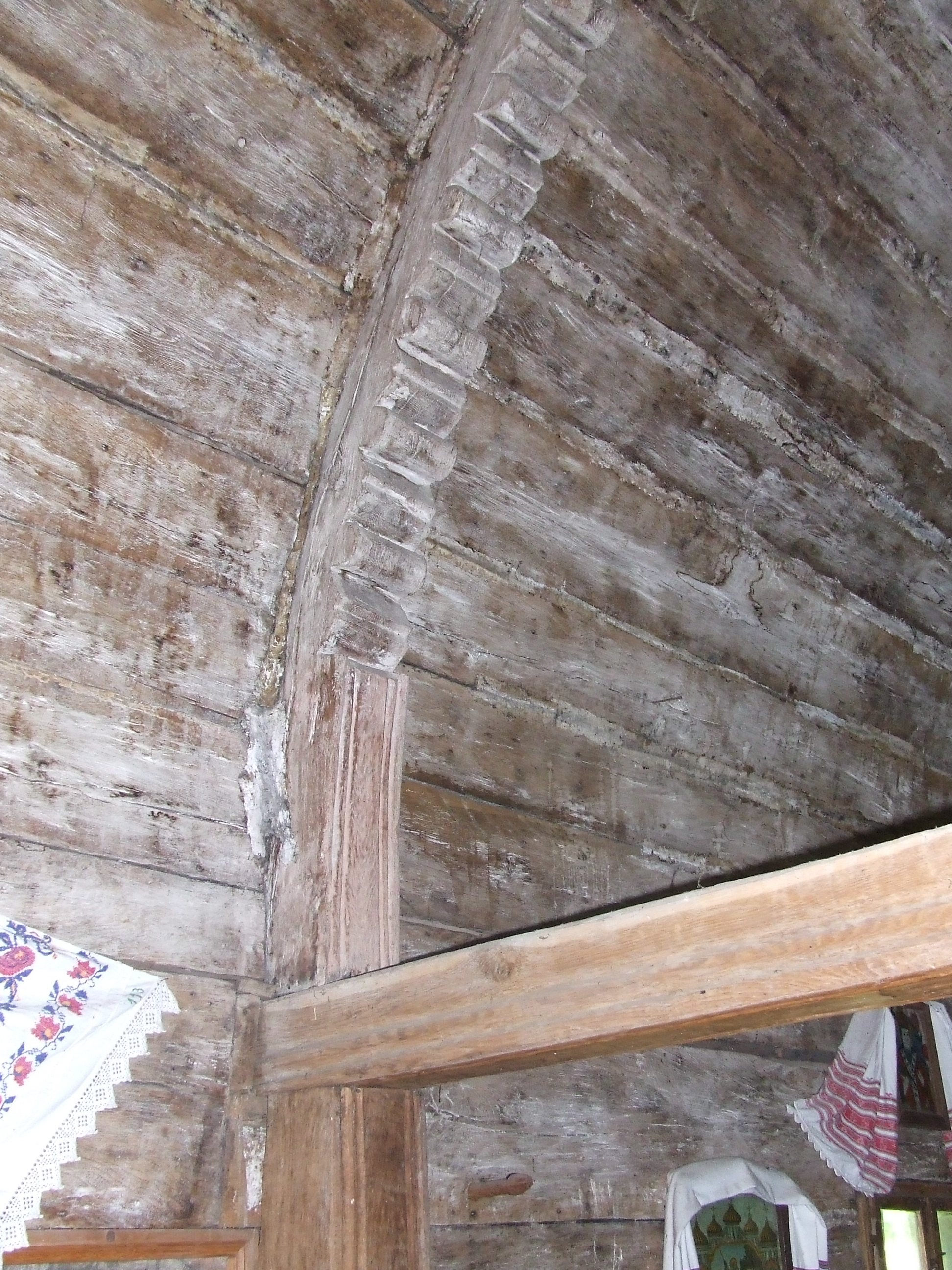
Al doilea arc dublou și grinda tirant
Fragment din arc-dubloul dinspre pronaos
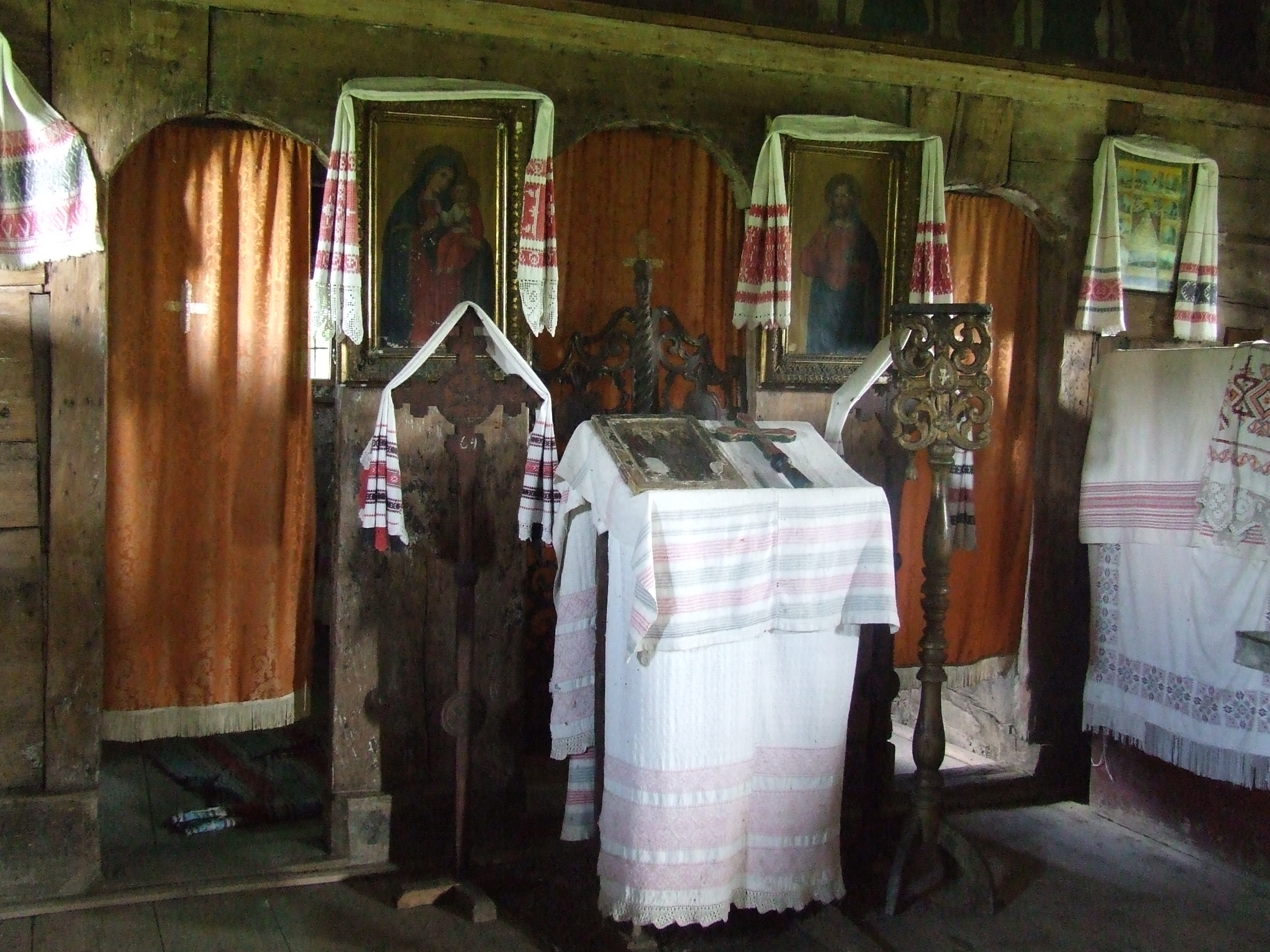
Partea inferioară a iconostasului
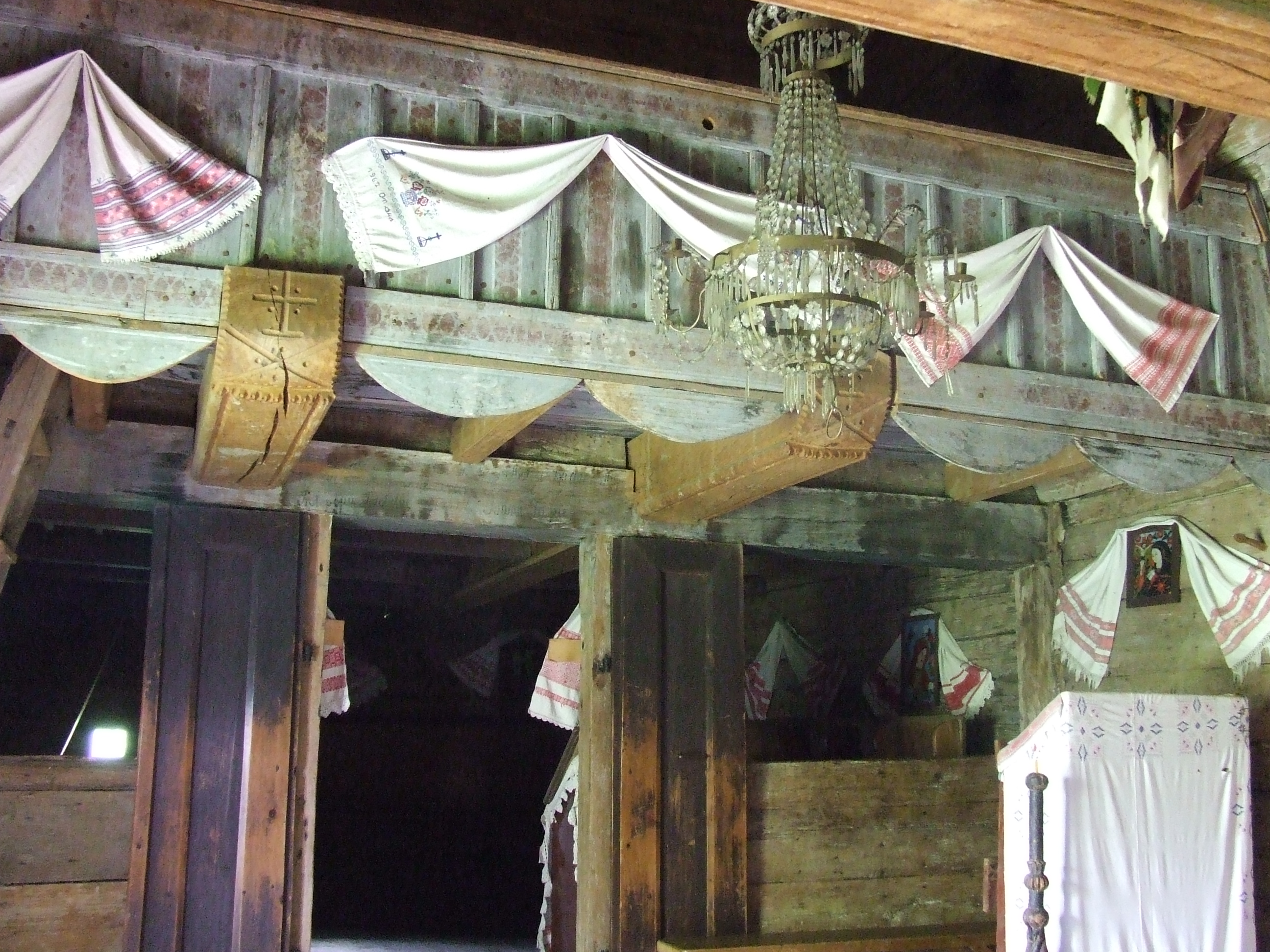
Balconul corului
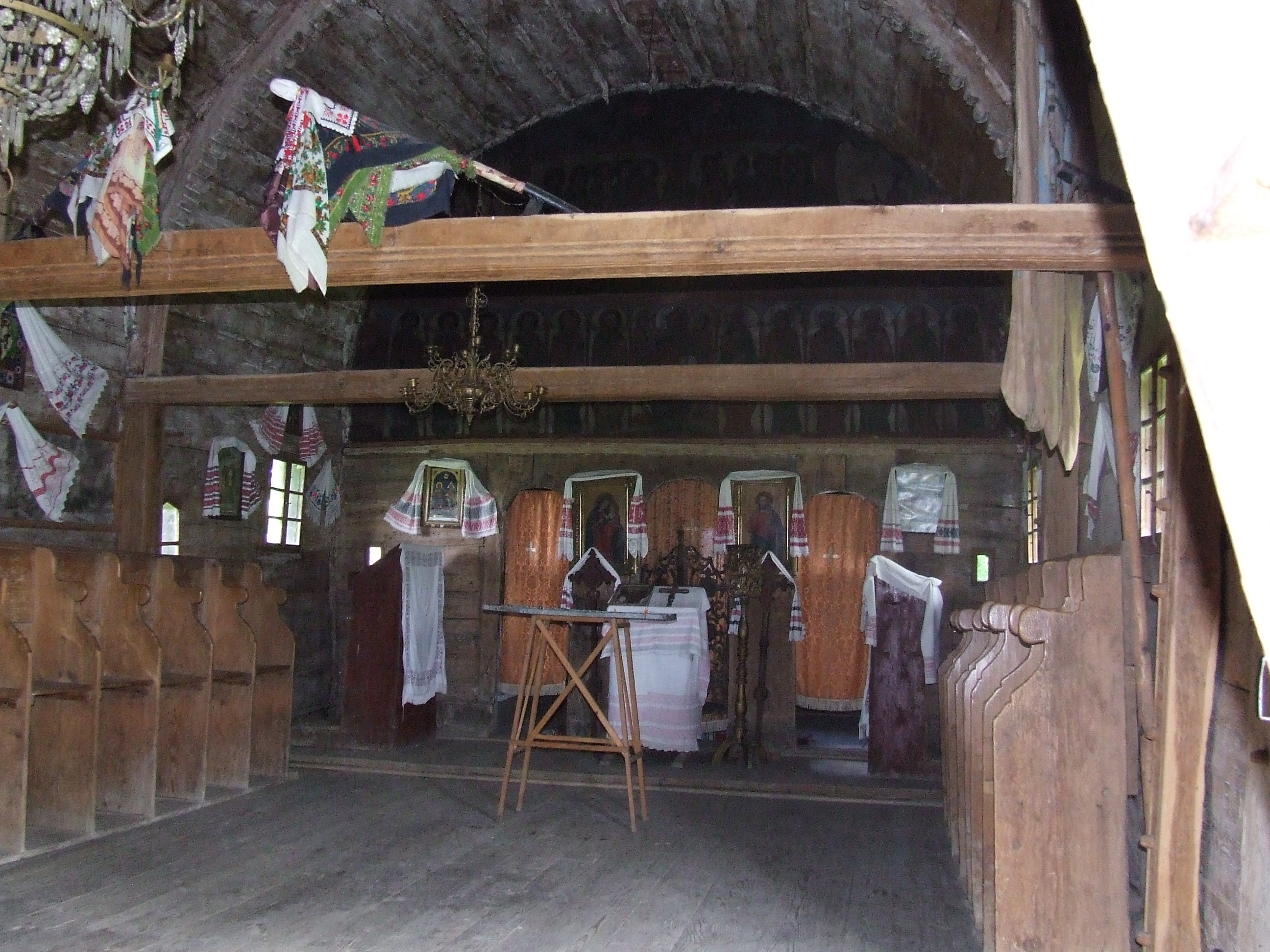
Naosul și iconostasul
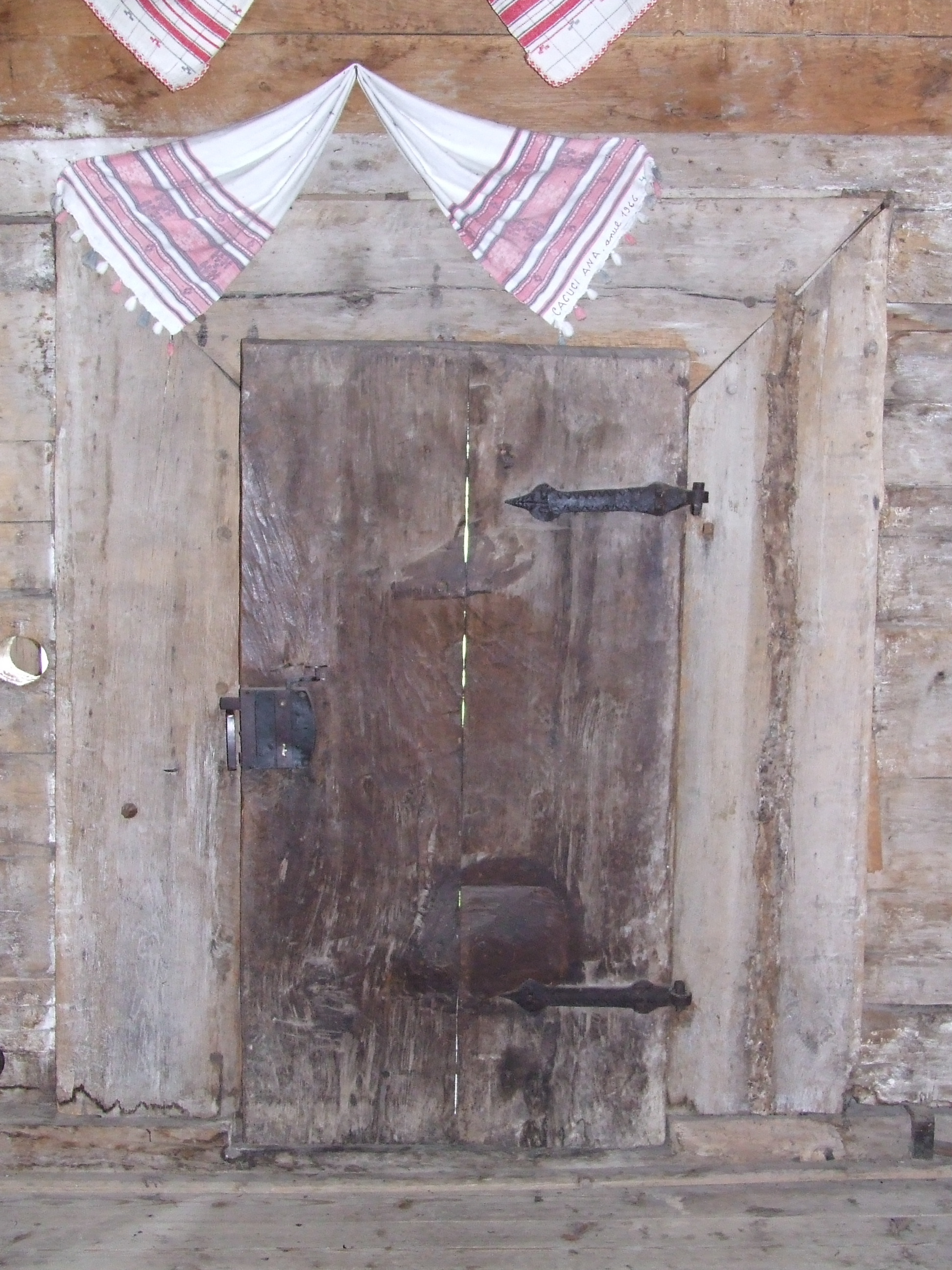
Ușa de intrare în biserică, intrarea din naos. Partea posterioară a ușii.
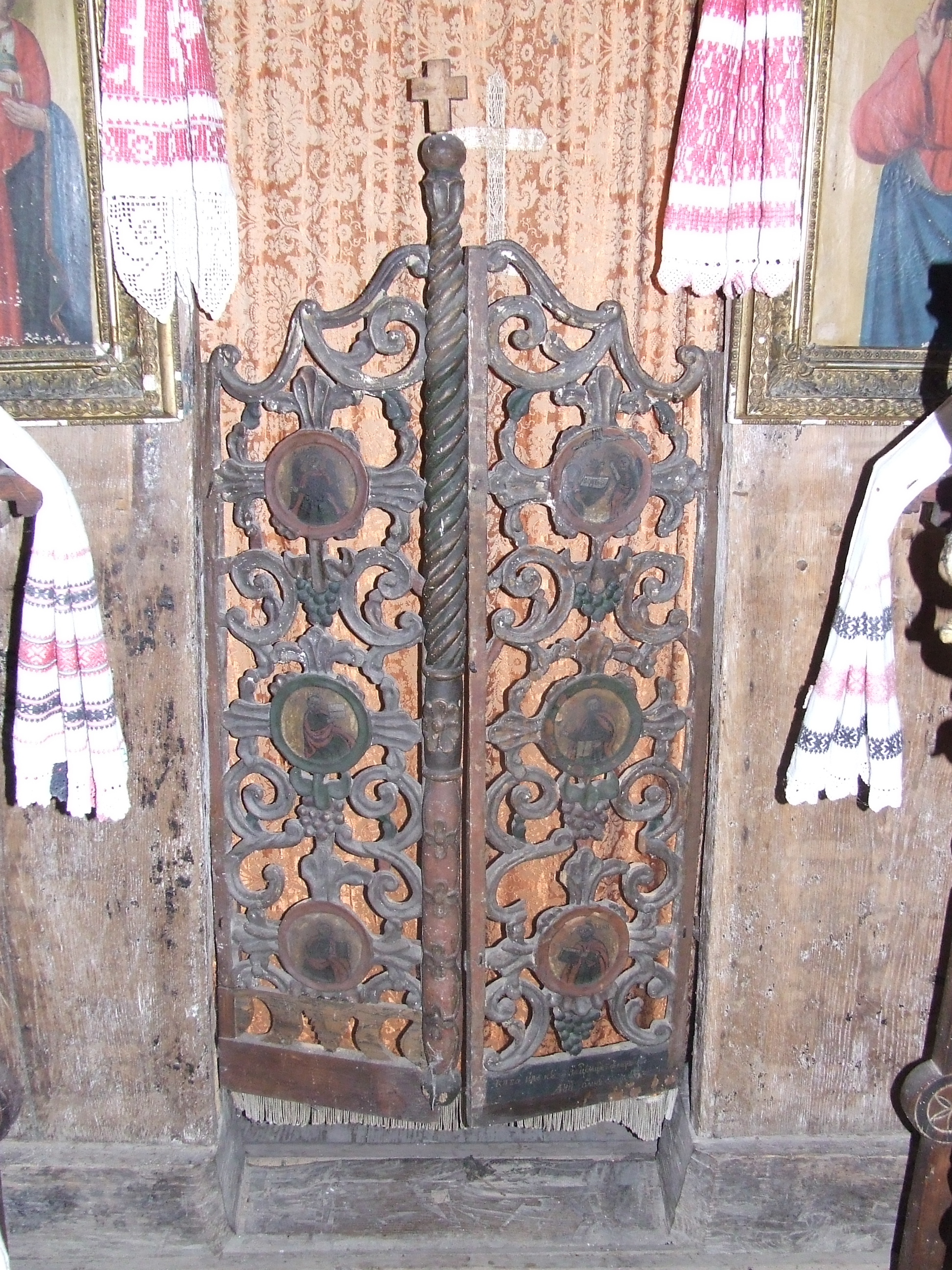
Ușile împărătești
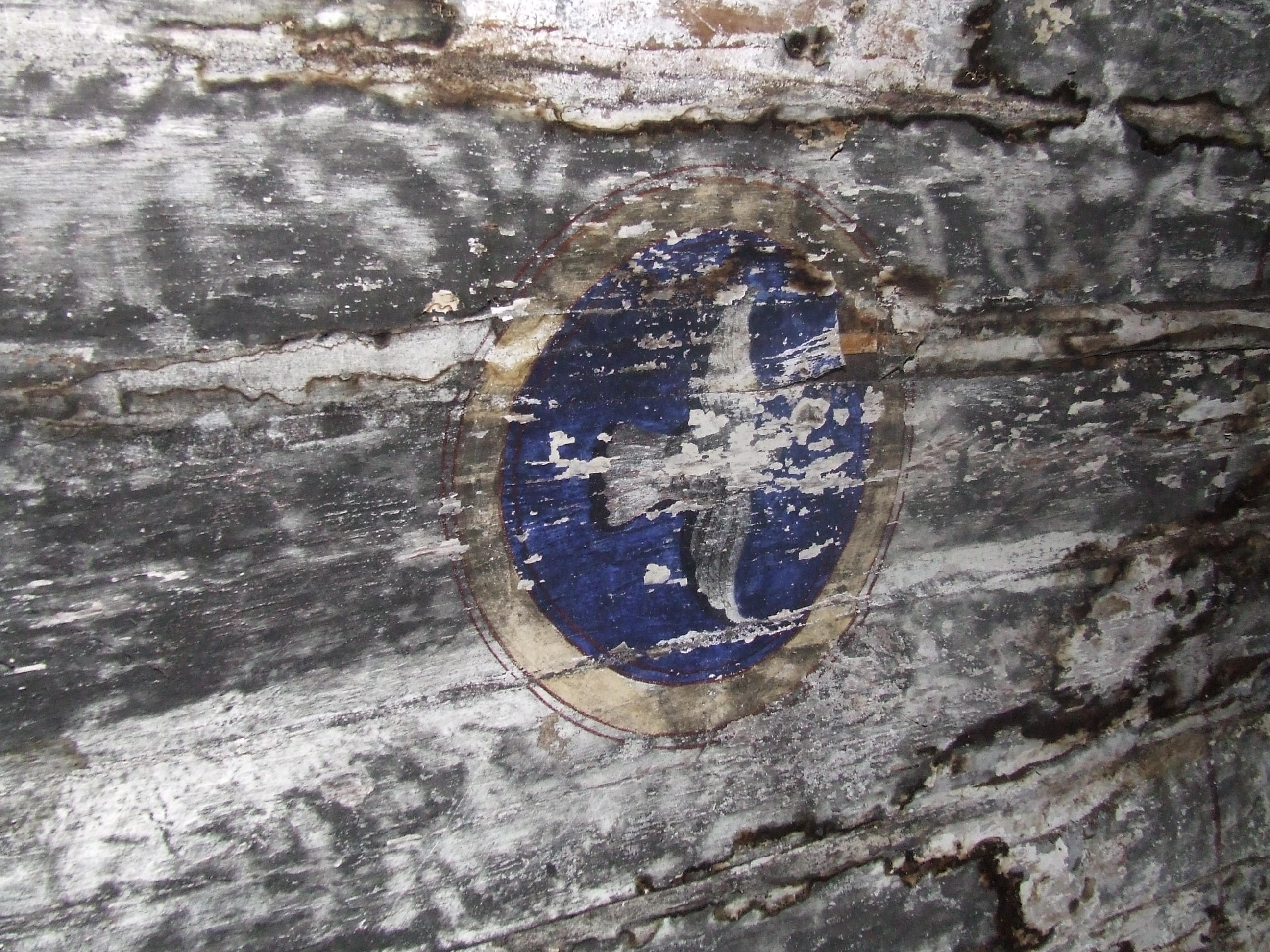
Sfântul Duh reprezentat pe bolta altarului
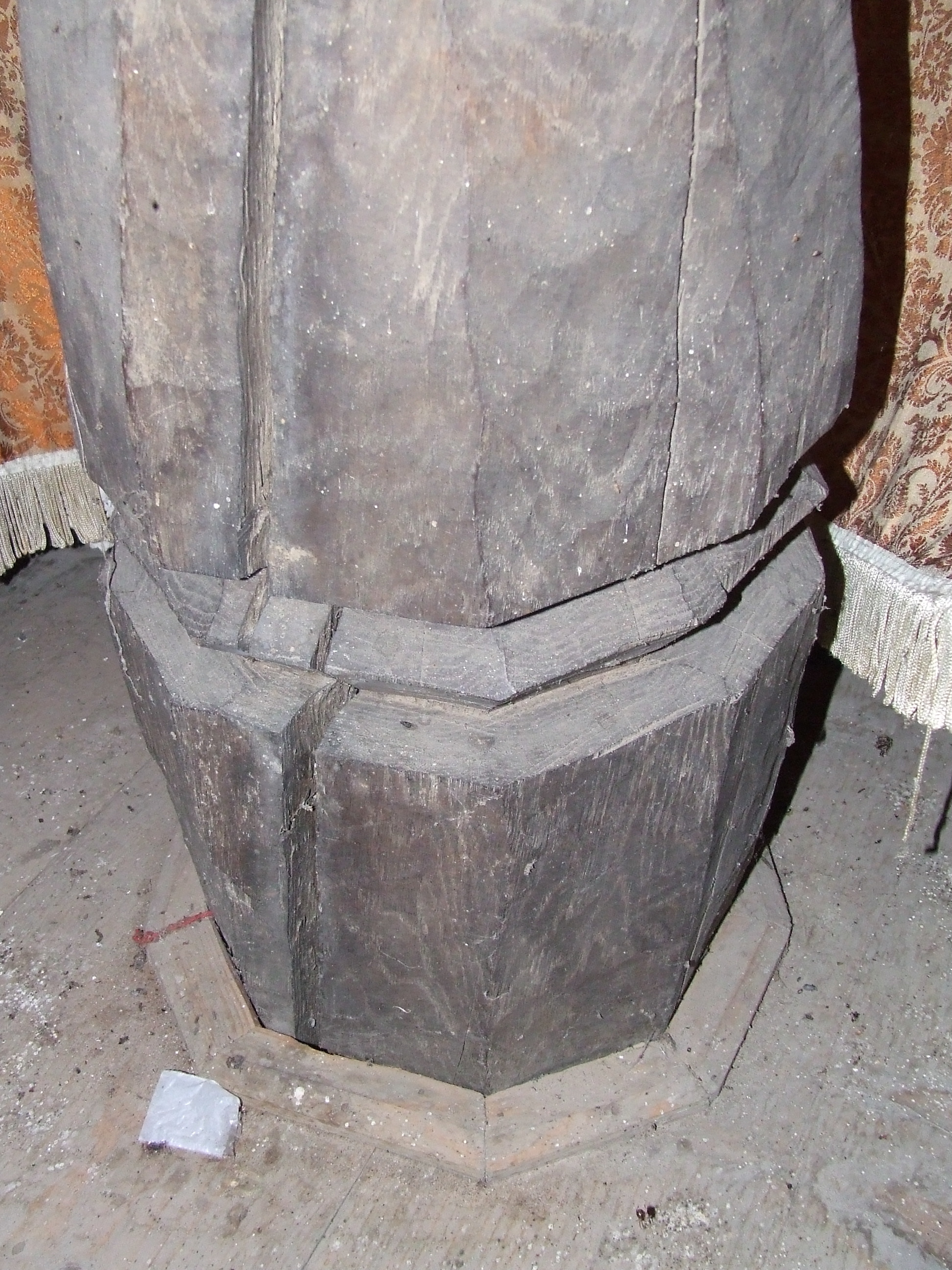
Piciorul mesei altarului
Haine preoțești
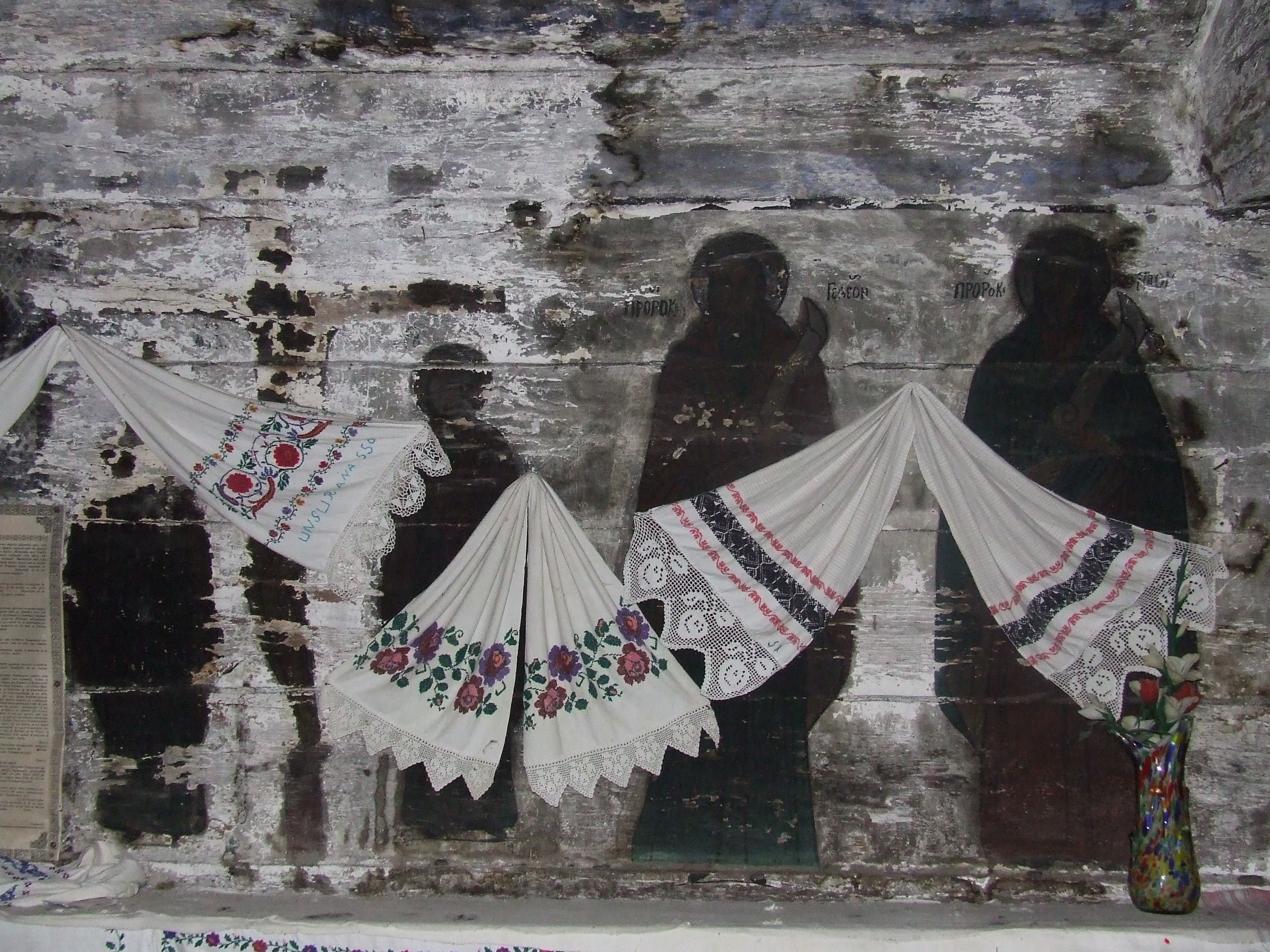
Pictură în altar
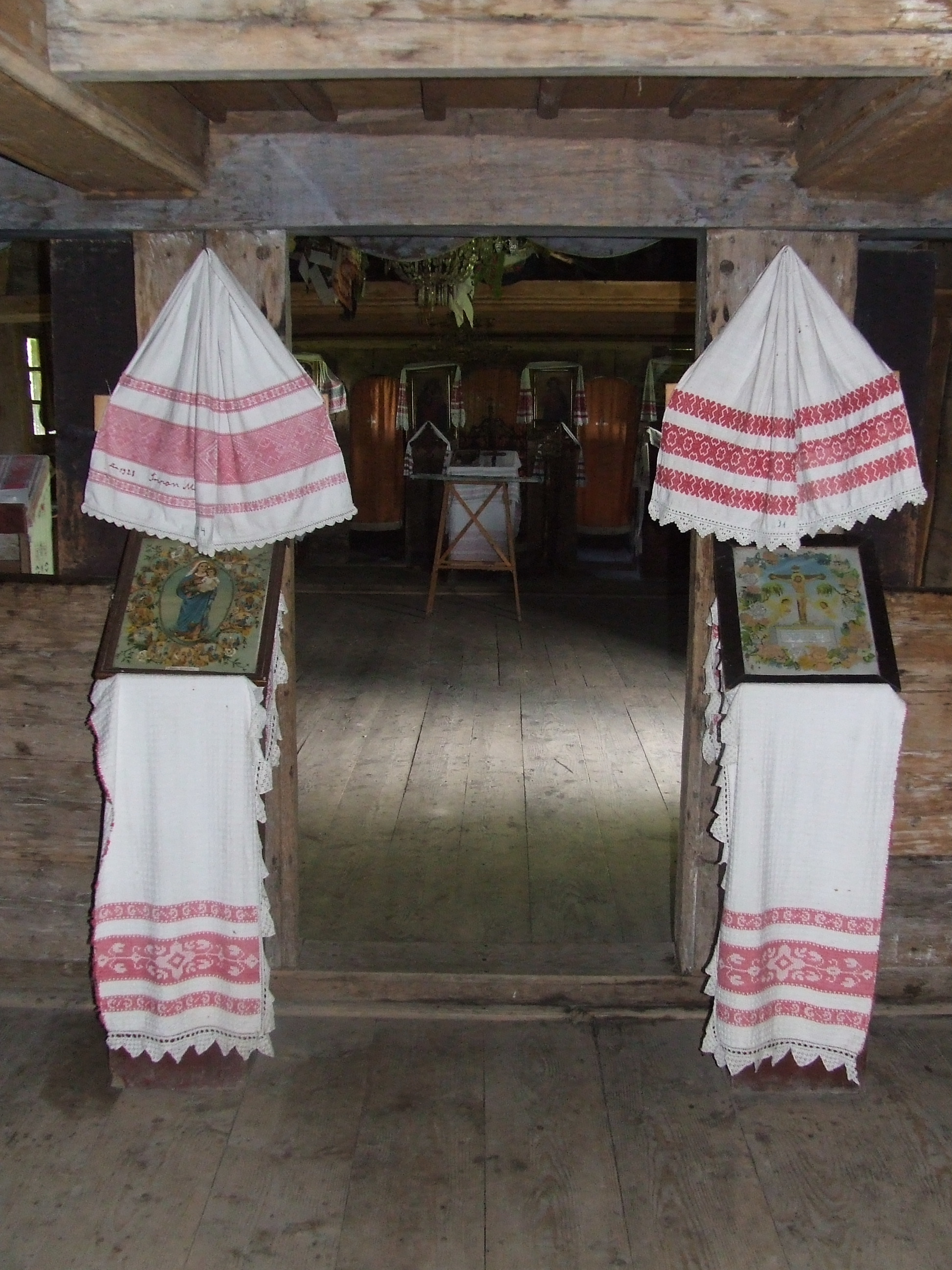
Portalul naosului